# Escudo de Durazno
El Escudo de Durazno fue creado por el artista plástico Adolfo Pastor. La torre eléctrica simboliza a las centrales hidroeléctricas del departamento: Rincón del Bonete y Baygorria.
La parte media del escudo contiene espigas de trigo (a su izquierda) y vellón (a su derecha), símbolos de esfuerzo y riqueza. La lámpara de la parte inferior simboliza la esperanza.
La frase En pensamiento me centro y me descentro en labor fue ideada por Carlos Scaffo. El propio Scaffo definía la leyenda de esta forma: 

Por un lado, el hombre, el individuo, y por otro, su acción creadora hacia la colectividad.

Se resumía lo que para él era la verdadera esencia del hombre en una sociedad democrática.
- Datos: Q8777921